# Kanokon
Kanokon (яп. かのこん) — японское ранобэ, автором которого является Кацуми Нисино (西野かつみ), а иллюстратором — Коин (狐印). Первоначальным названием произведения было «Kanojo wa kon, to kawaiku seki wo shite» (彼女はこん、とかわいく咳をして); под этим названием роман получил (разделив её с двумя другими произведениями) первую премию на 1-м конкурсе «Начинающий автор года», организованном журналом MF Bunko J. Позже, при публикации отдельной книгой, название сократили до «Kanokon» (оригинальное название сохранилось в названии первой главы книги). Публикация романа продолжается, на март 2010 года выпущено 14 томов.
По сюжету романа были также сделаны манга, Drama CD, а с апреля по июнь 2008 года показывалось ТВ-аниме (12 серий, студия XEBEC, показ только на канале AT-X).

## Сюжет
Согласно сюжету манги, главный герой, Кота Оямада не имеет родителей и долгое время прожил в деревне, с дедушкой. После переезда в город и поступления в школу Кумпу он получает письмо от Тидзуру Минамото, в котором та приглашает в кабинет музыки. Признавшись Коте в любви и пытаясь его соблазнить, она случайно принимает свою истинную форму девушки-лисы и тем самым выдаёт, что на самом деле является ёкаем-кицунэ. Тем не менее, Кота принимает её такой, какая она есть. Как выясняется, школа, в которую перевёлся Кота, является исправительным учреждением для ёкаев, призванным помочь им адаптироваться в человеческом обществе. Вскоре Коты также начинает домогаться и другой ёкай, Нодзому. Из-за постоянных попыток Тидзуру и Нодзому соблазнить Коту, за ним закрепляется титул «Повелителя эроса» (яп. エロス大王 Эросу дайо:).
Позднее раскрывается, что за деятельностью школы Кумпу стоит организация «Кадзу но ха» (яп. 葛の葉 Кадзу но ха). Вот уже несколько тысячелетий она ищет Тидзуру, дабы с её помощью воскресить бога. Несмотря на то что персонажи связанные с «Кадзу но ха» по различным причинам скрыли существование Тидзуру, в итоге ей и Коте приходится столкнуться с агентами данной организации. В аниме-адаптации все упоминания «Кадзу но ха» и связанные с ними сюжетные ветки были удалены.

## Персонажи
Кота Оямада (яп. 小山田 耕太 Оямада Ко:та) — главный персонаж. Согласно сюжету манги, «Кадзу но ха» нуждалась в «божественном сосуде» (яп. 神の器 ками но уцува) который станет реинкарнацией легендарного Сусаноо-но Микото. Отчаявшись найти подходящего человека, они решили создать его сами. Этим человеком стал Кота. Тем не менее, по неясным причинам, он пропал вместе с ныне умершими родителями и воспитывался в деревне, дедушкой. Переведясь в школу Кумпу, он повстречал Тидзуру. Благодаря тому, что Тидзуру в свою очередь была реинкарнацией Кусинады-химэ, жены, которую Сусаноо получил в награду за победу над восьмиглавым змеем, она и Кота влюбились друг в друга с первого взгляда. Позднее Кота повстречал другого ёкая, Нодзуму, ставшую его официальной любовницей. Благодаря их постоянным попыткам соблазнить Коту, за Котой закрепился титул «Повелителя эроса».
Кота всегда хранит верность своим возлюбленной и любовнице, хотя и имеет некоторые сомнения о том, сможет ли человек сделать ёкая счастливым. Он не скрывает что хочет жениться на Тидзуру и заняться с ней сексом. Однако, до свадьбы старается не заходить дальше ласкания её груди. Благодаря их взаимным чувствам, Тидзуру может вселяться в Коту, что позволяет ему принять форму ёкая. Также он может принимать более слабую форму ёкая, надев шарф сделанный с добавлением пепла лобковых волос Тидзуру. Став ёкаем, Кота может использовать «лисье пламя» (яп. 狐火 кицунэби), представляющее собой огромную огненную лису, и каждое превращение увеличивает его собственную магическую силу. Так, благодаря своим превращениям он может распознавать ёкаев ещё до того как они примут свою истинную форму. Однако с каждым превращением приближается момент, когда Кота уже не сможет стать человеком.
В аниме Кота представлен как стеснительный мальчик, пугающийся любых приставаний со стороны Тидзуру, и неспособный признаться ей в своих чувствах до самого конца сериала, однако готовый защищать её. Сэйю: Мамико Ното
Тидзуру Минамото (яп. 源 ちずる Минамото Тидзуру) — главная героиня и ученица 2-го класса школы Кумпу. Согласно сюжету манги, она представляет собой реинкарнацию Кусинады-химэ, жены Сусаноо, чьей реинкарнацией является Кота. Благодаря этому они влюбились друг в друга с первого взгляда. Внутри неё скрывается поверженный Сусаноо восьмиглавый змей, Ямата-но-Ороти, чьё пробуждение проявляется в появлении у Тидзуру дополнительных хвостов. Его сила настолько огромна, что с ней могут совладать лишь объединённые усилия всех восьми семей «Кадзу но ха». Сама же Тидзуру способна контролировать эту силу лишь слившись с Котой. Как благодаря природе Тидзуру, так и благодаря скрывающемуся в ней змею, вот уже несколько тысяч лет её разыскивает «Кадзу но ха». Однако, потеряв память четыреста лет назад, Тидзуру считает себя обычным четырёхсотлетним ёкаем.
Несмотря на свои чувства к Коте, Тидзуру сомневается, что он будет счастлив с ёкаем, и иногда опасается, что Кота уйдет к человеческой девушке. Хотя Нодзому и является любовницей Коты, Тидзуру поддерживает с ней дружеские отношения и не возражает против того, чтобы приставать к Коте дуэтом. Тем не менее, добиться чего либо кроме предварительных ласк девушкам не удается. С детства не отличалась особой стеснительностью, однако, теперь предпочитает демонстрировать своё обнаженное тело только Коте. Изначально практически не умела готовить, но дабы Кота не умер от её готовки, Таюра улучшил её кулинарные навыки. Сэйю: Аяко Кавасуми
Нодзому Эдзомори (яп. 犹守 望 Эдзомори Нодзому) — согласно сюжету манги ёкай-волчица, одноклассница Коты. Возраст — около двухсот лет. После того как Нодзому не смогла стать невестой Коты, она по совету брата, объявила себя его любовницей. На правах любовницы, она постоянно присоединяется к сексуальным играм Коты и Тидзуру, или же сама подает идеи для них. При этом её представления о взаимоотношении полов, сформированы в основном BDSM литературой. Сэйю: Мию Такэути
Таюра Минамото (яп. 源 たゆら Минамото Таюра) — согласно сюжету манги, одноклассник Коты и приёмный брат Тидзуру, которого она подобрала шестьдесят лет назад. По описанию Тидзуру, Таюра страдает «комплексом сестры». Ввиду этого изначально он сильно ревнует её к Коте и злится, что она раскрыла человеку свою природу. Однако позднее, желая счастья сестре, он принял её с Котой отношения. Также Таюра ревнует к Коте Асахину. Однако поддерживает с ней чисто дружеские отношения и отрицает любые заявления Тидзуру о том, что влюблён в неё. В аниме-адаптации, напротив, активно ищет пути сблизиться с Асахиной, но постоянно терпит неудачи. Сэйю: Тосиюки Тоёнага
Аканэ Асахина (яп. 朝比奈 あかね Асахина Аканэ) — согласно сюжету манги, ученица 1-го класса, одноклассница Коты и староста в их классе. Пытается оберегать мораль в школе и в первую очередь прекратить развратные действия со стороны Коты. Однако все её призывы к соблюдению моральных норм персонажами игнорируются, и Ай и Рэн могут начать сосать грудь Тидзуру прямо на глазах Асахины. Слаба к алкоголю. Сэйю: Тива Сайто
Рюсэй Кумада (яп. 熊田 流星 Кумада Рю:сэй) — согласно сюжету манги, ёкай—бурый медведь. Ученик третьего класса и глава школьного сообщества ёкаев. В холод впадает в спячку. Увлекается онлайновой торговлей. Также любит выискивать среди новичков сильных противников и сражаться с ними. Несмотря на свою огромную силу, был побежден Котой на дуэли и признаёт, что Кота, объединившийся с Тидзуру, является сильнейшим в школе ёкаем. Окончив школу Кумпу, Рюсэй передал свой пост Кирияме и вновь поступил в школу, под именем Суйсэй Кумада (яп. 熊田 彗星 Кумада Суйсэй). Сэйю: Кэндзи Номура
Оми Кирияма (яп. 桐山 臣 Кирияма Оми) — ученик 2-го класса. Ёкай-колонок (вернее, камаитати). Обладает способностью вызывать сильный ветер. К брату и сестре Минамото, не подчиняющимся школьному сообществу ёкаев, относится враждебно, соответственно, враждебно относится и к Коте. Говорит короткими отрывистыми фразами. Старается выглядеть крутым и сильным. Привязан к Мио и оберегает её. Сэйю: Такаси Кондо
Мио Осакабэ (яп. 長ヶ部 澪 Осакабэ Мио) согласно сюжету манги, ученица 2-го класса. Ханъё являющаяся наполовину ёкаем-лягушкой, наполовину человеком. Не любит людей, считая их страшными. Однако, после знакомства с Котой признала что и среди людей попадаются хорошие личности. Влюблена в Оми и обычно ходит вместе с ним. Когда она в хорошем настроении, её тело может производить целебное масло. Однако в плохом настроении она производит яд. Сэйю: Юи Ицуки
Минори Митама (яп. 三珠 美乃里 Митама Минори) — согласно сюжету манги сестра Коты, созданная из оплодотворенных клеток оставшихся от его родителей. Соответственно, также как и он является «божественным сосудом». В «Кадзу но ха» она была на правах подопытной свинки. Объединившись с ёкаем Нуэ, Минори получила возможность копировать память и навыки убитых ею людей и перебила всех лаборантов. Выглядит как маленькая девочка, однако, объединившись с Нуэ, принимает форму юноши с черно-белыми волосами. Также может принимать форму крылатого ёкая. Выступает как агент «Кадзу но ха». В аниме представлена маленькой девочкой, стремящейся заполучить Коту. Сэйю: Кумико Нисихара
Ику Сахара (яп. 砂原 幾 Сахара Ику) — согласно сюжету манги, учительница школы Кумпу. Является человеком. Однако подобно тому, как Тидзуру может вселяться в Коту, в Сахаре живёт древний ёкай, от которого осталась лишь душа, а тело погибло давным-давно. Данный ёкай является основателем «Кадзу но ха» и главой школы Кумпу. Его магической способностью является управление песком. Несмотря на то, что «Кадзу но ха» его детище, Сахара скрыла от данной организации существование Тидзуру. Сэйю: Норико Ситая
Тамамо (яп. 玉藻 Тамамо) — согласно сюжету манги, приёмная мама Тидзуру, четыреста лет назад подобравшая её. На самом деле является легендарной кицунэ Тамамо-но-Маэ и в своё время имела роман с разоблачившим её прорицателем. Вместе с Юкиханой, она содержит гостиницу в горах, обычно предназначенную исключительно для ёкаев. Сэйю: Наоми Синдо
Юкихана (яп. 雪花 Юкихана) — согласно сюжету манги, напарница Тамамо, вместе с ней содержащая гостиницу. Ниндзя и юки-онна, способная управлять снегом. Сэйю: Риса Хаямидзу
Рэн Нанао (яп. 七々尾 Нанао Рэн), Ай Нанао (яп. 七々尾 藍 Нанао Ай) — согласно сюжету манги, члены одной из семей, входящих в «Кадзу но ха». Минори использовала их для атаки на Тидзуру. Однако в итоге Ай и Рэн прониклись симпатией к Тидзуру и предали «Кадзу но ха». После этого они объявили Тидзуру своей мамой, а Коту своим папой. В аниме представлены в виде двух нищих ниндзя-неудачниц, нанятых Минори. Сэйю: Май Кадоваки (Рэн), Сэйю: Тамаки Наканиси (Ай)